# Jared Polis
Jared Schutz Polis (Boulder (Colorado), 12 mei 1975) is een Amerikaanse ondernemer en politicus van de Democratische Partij. Sinds januari 2019 is hij de gouverneur van de Amerikaanse staat Colorado. Eerder, van 2009 tot 2019, zetelde hij namens dezelfde staat in het Huis van Afgevaardigden van de Verenigde Staten.

## Biografie
Polis werd geboren in Colorado onder de naam Jared Schutz. Hij doorliep zijn middelbare school in La Jolla (Californië) en begon aansluitend aan een studie politieke wetenschappen aan de Princeton-universiteit. Hier studeerde hij in 1996 af met een Bachelor of Arts. In 2000 voegde hij de geboortenaam van zijn moeder, Polis, toe aan zijn achternaam en gebruikt deze sindsdien officieel.
Polis richtte in de jaren negentig verschillende internetbedrijven op, zoals de internetprovider American Information Systems (AIS) en een website voor elektronische wenskaarten. Ook ontwikkelde hij ProFlowers, een online bloemist waar later ook Arthur Laffer als directeur bij betrokken was. De verkoop van deze bedrijven leverde honderden miljoenen dollars op.
Vanaf 2000 heeft Polis veel geïnvesteerd in onderwijs. Zo richtte hij in dat jaar de Jared Polis Foundation op, onder meer ter ondersteuning van leerkrachten en om scholen te helpen meer toegang te krijgen tot technologie. De stichting doneerde duizenden computers per jaar aan scholen en non-profitorganisaties. Daarnaast heeft Polis meerdere zogeheten charter schools opgericht, vooral bestemd voor risicoleerlingen. Een van deze scholen, de New America School, is voornamelijk gericht op immigrantenjongeren en opende, behalve in Colorado zelf, ook campussen in de buurstaat New Mexico en in Las Vegas (Nevada).
Van 2001 tot 2007 had Polis zitting in de onderwijscommissie van de staat Colorado, waar hij onder meer diende als voorzitter en vice-voorzitter.
In november 2008 streed Polis bij de Amerikaanse congresverkiezingen voor een zetel in het Huis van Afgevaardigden voor het tweede congresdistrict van Colorado. Hij slaagde erin de zwaar bevochten race te winnen en trad aan in januari 2009. Vervolgens werd Polis nog viermaal herkozen. Na vijf termijnen en een ambtsperiode van exact tien jaar keerde hij vanuit Washington D.C. terug naar zijn thuisstaat.

### Gouverneur
In 2018 stelde Polis zich verkiesbaar om gouverneur van Colorado te worden. De voorverkiezing van de Democratische Partij wist hij gemakkelijk te winnen en bij de algemene verkiezingen moest hij het vervolgens opnemen tegen de Republikein Walker Stapleton, toenmalig treasurer (minister van financiën) van Colorado. Polis behaalde meer dan de helft van de stemmen en werd daarmee verkozen tot gouverneur. Op 8 januari 2019 werd hij ingezworen in Colorado's hoofdstad Denver, als opvolger van zijn partijgenoot John Hickenlooper.

### Homoseksualiteit
Polis is openlijk homoseksueel. Samen met zijn partner, Marlon Reis, heeft hij twee kinderen. Hij is na Jim McGreevey (voormalig gouverneur van New Jersey) de tweede openlijk homoseksuele gouverneur in de Amerikaanse geschiedenis. In tegenstelling tot McGreevey kwam Polis echter ook vóór zijn verkiezing al uit voor zijn geaardheid. Daarmee werd zijn verkiezing tot gouverneur een unicum. In 2016 werd met Kate Brown wel al een openlijk biseksuele gouverneur verkozen in de Verenigde Staten.